# Trzeci rząd Helmuta Kohla
 Trzeci rząd Helmuta Kohla – rząd działający od 12 marca 1987 do 18 stycznia 1991. Powstał na skutek wyborów wygranych przez koalicję CDU–CSU–FDP.
| Funkcja                                                                               | Imię i nazwisko                                                                                                   | Partia           |
| ------------------------------------------------------------------------------------- | --- | ---------------- |
| Bundeskanzler – Kanclerz Federalny                                                    | Helmut Kohl | CDU              |
| Wicekanclerz Federalny                                                                | Hans-Dietrich Genscher                                                                                            | FDP              |
| Minister spraw zagranicznych                                                          | Hans-Dietrich Genscher                                                                                            | FDP              |
| Minister spraw wewnętrznych                                                           | Friedrich Zimmermann (do 21 kwietnia 1989) Wolfgang Schäuble (od 21 kwietnia 1989)                                | CSU CDU          |
| Minister sprawiedliwości                                                              | Hans A. Engelhard                                                                                                 | FDP              |
| Minister finansów                                                                     | Gerhard Stoltenberg (do 21 kwietnia 1989) Theodor Waigel (od 21 kwietnia 1989)                                    | CDU CSU          |
| Minister gospodarki i technologii                                                     | Martin Bangemann (do 9 grudnia 1988) Helmut Haussmann (od 9 grudnia 1988)                                         | FDP              |
| Minister rolnictwa, polityki żywnościowej i ochrony konsumentów                       | Ignaz Kiechle | CSU              |
| Minister do spraw wewnątrzniemieckich                                                 | Dorothee Wilms | CDU              |
| Minister pracy i polityki społecznej                                                  | Norbert Blüm | CDU              |
| Minister obrony                                                                       | Manfred Wörner (do 18 maja 1988) Rupert Scholz (od 18 maja 1988) Gerhard Stoltenberg (od 21 kwietnia 1989)        | CDU              |
| Minister ds. rodziny, osób starszych, kobiet i młodzieży                              | Rita Süssmuth (do 9 grudnia 1988) Ursula Lehr (od 9 grudnia 1988)                                                 | CDU              |
| Minister transportu                                                                   | Jürgen Warnke (do 21 kwietnia 1989) Friedrich Zimmermann (od 21 kwietnia 1989)                                    | CSU              |
| Minister środowiska, ochrony zasobów naturalnych i bezpieczeństwa jądrowego           | Walter Wallmann (do 7 maja 1987) Klaus Töpfer (od 7 maja 1987)                                                    | CDU              |
| Minister poczty i telekomunikacji                                                     | Christian Schwarz-Schilling                                                                                       | CDU              |
| Minister ds. zagospodarowania przestrzennego, budownictwa i rozwoju miast             | Oscar Schneider (do 21 kwietnia 1989) Gerda Hasselfeldt (od 21 kwietnia 1989)                                     | CSU              |
| Minister badań naukowych i technologii                                                | Heinz Riesenhuber                                                                                                 | CDU              |
| Minister edukacji i nauki                                                             | Jürgen Möllemann                                                                                                  | FDP              |
| Minister współpracy gospodarczej                                                      | Hans Klein (do 21 kwietnia 1989) Jürgen Warnke (od 21 kwietnia 1989)                                              | CSU              |
| Minister ds. zadań specjalnych i szef urzędu kanclerza federalnego                    | Wolfgang Schäuble (do 21 kwietnia 1989) Rudolf Seiters (od 21 kwietnia 1989)                                      | CDU              |
| Minister ds. zadań specjalnych-szef federalnego biura prasowego (od 21 kwietnia 1989) | Hans Klein (do 20 grudnia 1990)                                                                                   | CSU              |
| Minister ds. zadań specjalnych (od 3 października 1990)                               | Sabine Bergmann-Pohl, Günther Krause, Lothar de Maizière (do 19 grudnia 1990), Rainer Ortleb, Hansjoachim Walther | CDU (x3) FDP DSU |